# 马绍尔希
马绍尔希（Masaurhi），是印度比哈尔邦Patna县的一个城镇。总人口46943（2001年）。

## 人口
该地2001年总人口46943人，其中男性24793人，女性22150人；0—6岁人口7853人，其中男4083人，女3770人；识字率56.10%，其中男性为64.80%，女性为46.36%。